# Chthonerpeton indistinctum
Chthonerpeton indistinctum е вид безкрако земноводно от семейство Typhlonectidae. Видът не е застрашен от изчезване.

## Разпространение
Разпространен е в Аржентина, Бразилия, Парагвай и Уругвай.